# Shunsuke Fukuda
Shunsuke Fukuda (født 17. april 1986) er en japansk fodboldspiller, som spiller for den japanske fodboldklub Giravanz Kitakyushu.